# Sister2Sister
Le Sister2Sister, conosciute anche come S2S, sono state un duo musicale australiano attivo fra il 1997 e il 2004 e composto dalle sorelle Christine e Sharon Muscat.

## Carriera
Le due componenti delle Sister2Sister, le sorelle Christine (n. 27 febbraio 1981) e Sharon Muscat (n. 23 agosto 1984), sono figlie di immigrati maltesi. Cresciute nel sobborgo di Sydney di St. Clair, hanno firmato il loro primo contratto discografico nel 1997.
Il loro singolo di debutto, Sister, è uscito nel 1999 ed è stato un successo commerciale: ha infatti raggiunto la 3ª posizione della classifica australiana e si è piazzato nelle top 20 di Nuova Zelanda e Regno Unito. È stato seguito, l'anno successivo, da What's a Girl to Do (5º posto in Australia) e Too Many Times (35º posto). I tre brani sono inclusi nell'album One, uscito a giugno 2000, che ha raggiunto la 3ª posizione in Australia ed è stato certificato disco d'oro dall'Australian Recording Industry Association per aver venduto più di 35 000 copie a livello nazionale. Sister ha vinto un ARIA Music Award come Miglior disco indipendente. Le Sister2Sister hanno aperto sei concerti per Britney Spears durante il suo Oops!... I Did It Again World Tour negli Stati Uniti.

## Discografia

### Album in studio
- 2000 – One

### Singoli
- 1999 – Sister
- 2000 – What's a Girl to Do?
- 2000 – Too Many Times